# Bad, Hukeri
Bad là một làng thuộc tehsil Hukeri, huyện Belgaum, bang Karnataka, Ấn Độ.